# Île Mayes
L'île Mayes est une île française de l'archipel des Kerguelen située dans le golfe du Morbihan, à la pointe orientale de l'île Australia.

## Description
L'île Mayes est un lieu protégé, connu pour la ponte des oiseaux et notamment du Pétrel bleu. Elle est à accès réglementé, limité à trois personnes simultanément avec présence obligatoire d’un ornithologue. Une cabane permet aux scientifiques d'y résider pour mener leurs travaux.
Comme sur de nombreux sites de l'archipel, le chou de Kerguelen (Pringlea antiscorbutica) est présent en relative abondance.